# Rio Kolva
O rio Kolva (em russo:  Колва) é um rio no Krai de Perm, na Rússia. É um afluente da margem direita do rio Vishera, da bacia do Kama; seu comprimento é de 460 quilômetros, e a área de sua bacia é de 13.500 quilômetros quadrados. Sua superfície fica congelada do início de novembro até o fim de abril e início de maio.
O rio é navegável por cerca de 200 a 250 km desde seu estuário, durante a estação das cheias. A cidade de Cherdyn está localizada em suas margens.